# 国際連合安全保障理事会決議713
国際連合安全保障理事会決議713（こくさいれんごうあんぜんほしょうりじかいけつぎ713、英: United Nations Security Council Resolution 713）は、1991年9月25日に国際連合安全保障理事会で採択された決議である。多くの加盟国からの代表を受け、欧州経済共同体による尽力を称賛した上で、ユーゴスラビア紛争の勃発を受けて、国際連合憲章第7章に基づいて、ユーゴスラビア社会主義連邦共和国に武器禁輸を課すことを決定した。決議713は、ユーゴスラビア崩壊に関する最初の決議となった。
また、ユーゴスラビアの戦闘を終わらせるために欧州経済共同体と欧州安全保障協力機構が行った準備と措置を全面的に支援すると表明し、国際連合事務総長ハビエル・ペレス・デ・クエヤルに対して、ユーゴスラビア政府と協議して、プロセスを支援するように求め、紛争の当事国に対して、1991年9月の停戦協定を固く遵守し、ユーゴスラビアの会議で交渉に入り、現地の緊張を強めるようなあらゆる行動を控えるように要求した。
さらに、長引く戦闘に言及し、別段の決議がない限り、ユーゴスラビアに対する兵器と軍装備品の輸送を禁じることとし、国際平和と安全の脅威であると見なして国際連合憲章第7章に基づいて採択された。また、ユーゴスラビア人民軍が首都ベオグラードの統制下にあったために、ユーゴスラビア構成国は紛争が長引き、劣勢に立たされたという見方も存在する。
決議713は、独立したかどうかに関係なく、すべてのユーゴスラビア構成国に適用されるものとされたが、ボスニア・ヘルツェゴビナは、旧ユーゴスラビアが存在していた時にのみ適用され、構成国の独立後は失効したと発言し、決定に異議を唱えた。